# 吳國寶 (1970年)
吳國寶（1970年2月6日—），臺灣政治人物，現任新竹市議員。出生於新竹市香山區，明新技術學院學士、中華大學科技管理研究所碩士畢業。具教育部核准專科以上講師資格，並於2002至2009年間擔任中華大學講師，自2005年起連任五屆新竹市議員。配偶為曾六度入圍「金曲獎」《最佳台語女歌手獎》的歌手張涵雅。

## 選舉紀錄
| 年度 | 選舉屆數               | 選舉區           | 所屬政黨     | 得票數 | 得票率 | 當選標記 | 備註 |
| ---- | ---------------------- | ---------------- | ------------ | ------ | ------ | -------- | ---- |
| 2002 | 第六屆新竹市議員選舉   | 新竹市第五選舉區 | 台灣團結聯盟 | 841    | 3.55%  |          |      |
| 2005 | 第七屆新竹市議員選舉   | 新竹市第五選舉區 | 台灣團結聯盟 | 3,342  | 11.64% |          |      |
| 2009 | 第八屆新竹市議員選舉   | 新竹市第五選舉區 | 無黨籍       | 4,477  | 14.28% |          |      |
| 2014 | 第九屆新竹市議員選舉   | 新竹市第五選舉區 | 無黨籍       | 5,672  | 15.24% |          |      |
| 2018 | 第十屆新竹市議員選舉   | 新竹市第五選舉區 | 無黨籍       | 4,509  | 11.01% |          |      |
| 2022 | 第十一屆新竹市議員選舉 | 新竹市第五選舉區 | 無黨籍       | 5,777  | 14.55% |          |      |

## 家庭
吳國寶的父親是吳漢欽，母親是林愛玉，弟弟吳國亮是新竹市香山區樹下里里長。妻子張涵雅是歌手，曾六度入圍金曲獎最佳台語女歌手獎。

## 外部連結
- 吳國寶 服務專區的Facebook專頁